# Gand-Wevelgem 1961
La Gand-Wevelgem 1961, ventitreesima edizione della corsa, si svolse il 16 aprile su un percorso di 237 km, con partenza a Gand e arrivo a Wevelgem. Fu vinta dal belga Frans Aerenhouts della Mercier-BP-Hutchinson, che bissò il successo dell'anno precedente, davanti ai suoi connazionali Raymond Impanis e Yvo Molenaers.

## Ordine d'arrivo (Top 10)
| Pos. | Corridore         | Squadra                  | Tempo    |
| ---- | ----------------- | ------------------------ | -------- |
| 1    | Frans Aerenhouts  | Mercier-BP-Hutchinson    | 5h36'28" |
| 2    | Raymond Impanis   | Faema                    | s.t.     |
| 3    | Yvo Molenaers     | Carpano                  | s.t.     |
| 4    | André Noyelle     | Wiel's-Flandria          | s.t.     |
| 5    | Marcel Janssens   | Dr. Mann-Labo            | s.t.     |
| 6    | Armand Desmet     | Faema                    | s.t.     |
| 7    | Gilbert Desmet    | Carpano                  | a 7"     |
| 8    | Arthur Decabooter | Groene Leeuw-SAS-Sinalco | s.t.     |
| 9    | Rik Luyten        | Wiel's-Flandria          | s.t.     |
| 10   | Norbert Kerckhove | Dr. Mann-Labo            | s.t.     |